# Paul Child
Paul Child (Birmingham; 8 de diciembre de 1952) es un exfutbolista inglés nacionalizado estadounidense. Es el quinto jugador con más goles y partidos en la North American Soccer League.

## Clubes
| Club                        | País           | Año       |
| --------------------------- | -------------- | --------- |
| Aston Villa                 | Inglaterra     | 1972-1973 |
| Atlanta Chiefs (cesión)     | Estados Unidos | 1972      |
| Atlanta Apollos             | Estados Unidos | 1973      |
| San Jose Earthquakes        | Estados Unidos | 1974-1979 |
| Memphis Rogues              | Estados Unidos | 1980      |
| Atlanta Chiefs              | Estados Unidos | 1980-1981 |
| Pittsburgh Spirit           | Estados Unidos | 1981-1986 |
| Carolina Lightnin' (cesión) | Estados Unidos | 1982      |
| Baltimore Blast             | Estados Unidos | 1986-1987 |
| Los Angeles Lazers          | Estados Unidos | 1987-1988 |
| Hershey Impact              | Estados Unidos | 1989-1990 |

## Palmarés

### Títulos nacionales
| Título                              | Equipo               | País           | Año  |
| ----------------------------------- | -------------------- | -------------- | ---- |
| North American Soccer League Indoor | San Jose Earthquakes | Estados Unidos | 1975 |

### Distinciones individuales
| Distinción                                                | Año  |
| --------------------------------------------------------- | ---- |
| Máximo goleador de la North American Soccer League        | 1974 |
| MVP de la North American Soccer League Indoor             | 1975 |
| Máximo goleador de la North American Soccer League Indoor | 1975 |